# Visconde de Odivelas
Visconde de Odivelas é um título nobiliárquico criado por D. Carlos I de Portugal, por Decreto de 31 de Maio de 1897, em favor de Eduardo Alberto Correia da Silva Araújo.
Titulares
1. Eduardo Alberto Correia da Silva Araújo, 1.º Visconde de Odivelas.

Após a Implantação da República Portuguesa, e com o fim do sistema nobiliárquico, usou o título: 
1. Eduardo Alberto Serrão de Padilha Pimentel Correia da Silva Araújo, 2.º Visconde de Odivelas.